# Esther (Novelle)
Esther ist eine Novelle von Bruno Apitz. Sie erschien erstmals 1959 im PEN-Almanach und gilt als Apitz’ älteste erhaltene Prosaarbeit. Zwar erschien zuerst der Roman Nackt unter Wölfen, entstanden ist Esther jedoch bereits 1944 im KZ Buchenwald.

## Inhalt
Der Text erzählt die Liebesgeschichte des jungen Paares Esther und Oswald in einem nicht namentlich genannten Konzentrationslager. Sie erkennt dort beeinflusst von Oswald die Notwendigkeit des Widerstands. Obwohl es angesichts der Verhältnisse nur eine symbolische Geste sein kann, nimmt Esther den Widerstandskampf als Lebensziel an. In einer Schlüsselszene weigert sich Esther, gemeinsam mit Oswald durch Morphium den Freitod zu wählen, obwohl bereits feststeht, dass sie in der Gaskammer sterben soll. Stattdessen versucht sie, bis zu ihrem Ende Widerstand zu leisten.
Die Novelle endet damit, dass Esther am folgenden Tag verschwunden ist. Oswald findet die Spuren eines Kampfes und ihr zerrissenes Kleid vor der Gaskammer.

## Entstehung
Das Konzept der Novelle entstand bereits während Apitz’ achtjähriger Haftzeit im KZ Buchenwald. Die Geschichte basiert auf einer wahren Begebenheit, die Apitz von ehemaligen Insassen des KZ Natzweiler hörte. Nach der Befreiung 1945 schrieb er die Geschichte dann in Leipzig zu Ende. Zum ersten Mal öffentlich wurde Esther 1946 bei einer Veranstaltung der SED vorgetragen. Zur Veröffentlichung kam es erst 13 Jahre später.

## Bedeutung
Heute spielt Esther, verglichen mit Apitz’ Roman Nackt unter Wölfen, keine große Rolle. Die Novelle hatte allerdings großen Einfluss auf die Entwicklung der Literatur der DDR. Esther gilt als eines der wichtigsten literarischen Werke, die in einem Konzentrationslager entstanden sind.
Die Bedeutung von Esther zeigt sich auch darin, dass der Stoff 1969 von Robert Hanell und Günther Deicke als Oper umgesetzt wurde. Apitz verfasste auch ein Drehbuch für eine Verfilmung.